# Carlos Metidieri
Carlos Metidieri (ur. 18 grudnia 1942 w Sorocabie) – amerykański piłkarz pochodzenia brazylijskiego występujący na pozycji napastnika, reprezentant Stanów Zjednoczonych.

## Kariera klubowa
Carlos Meditieri karierę piłkarską rozpoczął w 1963 roku występującym w ECPSL klubie Toronto Italia Falcons, w barwach którego dwukrotnie był królem strzelców ligi (1965, 1966), a także w sezonie 1966 został wybranym MVP ligi. W 1967 roku przeniósł się występującego w lidze USA Boston Rovers, w 1968 roku do występującego w lidze NASL Los Angeles Wolves, gdzie w obu drużynach grał wraz ze swoim kuzynem Gilsonem.
Następnie w 1970 roku został zawodnikiem Rochester Lancers, z którym odnosił największe sukcesy w swojej piłkarskiej karierze: mistrzostwo NASL w sezonie 1970, a także został królem strzelców ligi NASL w sezonie 1971, dwukrotnie wybranym MVP ligi NASL (1970, 1971) oraz dwukrotnie wybierany do Drużyny Roku NASL (1970, 1971). Występował w Rochester Lancers do 1973 roku grając w 78 meczach i strzelając 40 goli w lidze NASL.
Następnie przeszedł do Boston Minutemen, gdzie po rozegraniu 20 meczów i strzeleniu 5 goli zakończył w 1975 roku karierę piłkarską. Łącznie w NASL rozegrał 98 meczów i strzelił 45 goli. Jednak w 1979 roku wznowił karierę piłkarską grając w sezonie 1979/1980 w halowym zespole Buffalo Stallions występującym w rozgrywkach Major Indoor Soccer League, dla którego w lidze rozegrał 32 mecze i strzelił 10 goli. Po sezonie definitywnie zakończył karierę piłkarską.

### Kariera reprezentacyjna
Carlos Metidieri zadebiutował w reprezentacji Stanów Zjednoczonych dnia 17 marca 1973 roku w przegranym 4:0 meczu towarzyskim z reprezentacją Bermudów rozegranym na Stadionie Narodowym w Hamiltonie. Ostatni mecz w reprezentacji rozegrał dnia 20 marca 1973 roku na stadionie ŁKS-u Łódź w Łodzi w przegranym 4:0 meczu towarzyskim z reprezentacją Polski. Wystąpił także w nieoficjalnym meczu z reprezentacją Belgii, który jego reprezentacja przegrała 6:0 dnia 29 marca 1973 roku w Brugii. Metidieri łącznie w 1973 roku w reprezentacji Stanów Zjednoczonych rozegrał 2 mecze.

## Po zakończeniu kariery
Carlos Metidieri po zakończeniu kariery piłkarskiej osiedlił się w Rochester w stanie Nowy Jork, gdzie był właścicielem pizzerii. Później przeniósł się do Phoenix w stanie Arizona.
Obecnie mieszka w Gilbert w stanie Arizona wraz z żoną i najmłodszą córką.

## Sukcesy piłkarskie

### Rochester Lancers
- Mistrzostwo NASL: 1970

### Indywidualne
- Król strzelców NASL: 1971
- Drużyna Roku NASL: 1970, 1971